# Javier Noriega Febres
Javier Hugo Noriega Febres (Lima, 1 de mayo de 1962) es un abogado y político peruano. Fue congresista de la república durante el periodo 1995-2000.

## Biografía
Nació en la ciudad de Lima, el 1 de mayo de 1962.
Estudió la carrera de Ingeniería Electrónica en la Universidad Ricardo Palma y también cumplió la labor de misionero predicador de la Misión Israelita del Nuevo Pacto Universal. Fue coordinador de las cooperativas agrarias de esa organización.

## Carrera política
Fue militante del Frente Popular Agrícola del Perú donde ocupó la primera vicepresidencia del partido.
Su carrera política la inició en las elecciones constituyentes de 1992 donde fue candidato al Congreso Constituyente Democrático, sin embargo, no resultó elegido.

### Congresista de la República
En las elecciones parlamentarias de 1995, Noriega postuló nuevamente al Congreso de la República por el FREPAP y finalmente logró resultar elegido como congresista, con 7,473 votos, para el periodo parlamentario 1995-2000.
Durante su labor legislativa, fue miembro de la Comisión de Justicia y de la Comisión de Presupuesto. Fue también secretario de la Comisión Revisora de Códigos y de Acusaciones Constitucionales. Noriega luego se apartó del FREPAP para pasarse a la bancada oficialista de Cambio 90 - Nueva Mayoría.

## Controversias
En agosto de 1995, el programa periodístico Contrapunto difundió una serie de reportajes en torno a la presunta participación de Javier Noriega en un asesinato de una monja católica «infiltrada» en la Iglesia Israelita del Nuevo Pacto Universal. La investigación estuvo a cargo del entonces fiscal Carlos Torres Caro y el 30 de noviembre de 1995, el Congreso de la República decidió que se levantara la inmunidad parlamentaria a Noriega, para que pudiera ser procesado por estas acusaciones. Sin embargo, el Poder Judicial declaró su inocencia en abril de 1997 y Noriega regresó a su labores de congresista.
Según una versión periodística, la denuncia contra Javier Noriega fue un operativo del Servicio de Inteligencia Nacional, al mando de Vladimiro Montesinos, contra Ezequiel Ataucusi, líder del FREPAP, debido a la disputa por unos terrenos ubicados en el distrito de Cieneguilla, donde su Asociación tenía su sede central en Lima. Además se sostuvo que dicha denuncia fue parte de unas presiones del gobierno fujimorista para que Noriega terminara votando en varios temas a favor del gobierno, siendo luego esta versión corroborada debido al pase de Noriega a las filas del fujimorismo.